# Château de la Bien-Boire
Le château de la Bien-Boire est un château situé à Souzay-Champigny, en France.

## Localisation
Le château est situé dans le département français de Maine-et-Loire, sur la commune de Souzay-Champigny.

## Historique
L'édifice est inscrit au titre des monuments historiques en 1991.